# ヴァラシスケー・メジルジーチー - ロジノフ・ポド・ラドホシチェム線
ヴァラシスケー・メジルジーチー～ロジノフ・ポド・ラドホシチェム線（チェコ語: Železniční trať Valašské Meziříčí – Rožnov pod Radhoštěm）は、チェコ国鉄の鉄道線の名称である。路線番号は281。
1892年、皇帝フェルディナント北部鉄道によって開業した。

## 運行形態

### 普通
- ロジノフ → ヴァラシスケー・メジルジーチー　【平日運行】
一日片道1本のみの運行。
2025年度より運行を開始した。

- コイェチーン - ヴァラシスケー・メジルジーチー - ロジノフ
1時間に1本の運行。メジルジーチー以西は303号線のコイェチーンまたはクロムニェルジーシまで乗り入れる。
2019年以前は全列車フラホヴェツの他、ストリジーテジにも停車していた。2024年6月8日以前は、1-2時間に1本の運行で、コイェチーン直通はうち2時間に1本の運行であった。

- フセチーン - ヴァラシスケー・メジルジーチー - ロジノフ　※アリヴァ列車による運行
一日あたり、平日2往復、休日1往復が運行する。全て280号線のフセチーン方面に乗り入れる。
2021年末に運行を開始した。当初は平日のみ、一日3往復の運行で、2往復がフセチーン方面に直通していた。ロジノフ方面は全て各駅停車だが、フセチーン方面は朝の1本を除きフラホヴェツとクルホヴァーを通過していた。2024年度より、一日あたり平日2往復、休日1往復となり、全てフセチーン発着、各駅停車となった。

### 臨時列車
- ロジノフの蒸気機関車（普通） 
蒸気機関車。年4日、一日2往復の運行。途中、ザショヴァー、ズブルジーに停車する。
2017年は、年3日の運行であった。また年1日、1往復に限り、280号線に乗り入れ、オロモウツまで直通していた。

### 過去の運行種別
- 快速「スピェシニー(Sp)」
「ルサヴァ」号が、ロジノフ→ヴァラシスケー・メジルジーチー→コイェチーン間に、平日のみ片道1本運行していた。各駅に停車していた。メジルジーチー以西は303号線に直通していた。2024年度より普通列車に置き換えられ、休止。

## 駅一覧
以下では、チェコ国鉄281号線の駅と営業キロ、停車列車、接続路線などを一覧表で示す。
- 種別
  - Os：普通
- 停車駅
  - ■印：全列車停車
  - ●印：大部分停車、一部通過
  - ｜印：全列車通過

| 路線名 | 駅名                                            | 駅間営業キロ | 累計営業キロ | Os | 接続路線                                                                                       | 所在地     | 所在地       |
| ------ | ----------------------------------------------- | ------------ | ------------ | -- | ---------------------------------------------------------------------------------------------- | ---------- | ------------ |
| 281    | ヴァラシスケー・メジルジーチー駅                | -            | 0.0          | ■  | 280号線（プーホウ方面、プラハ方面） 303号線（コイェチーン方面）、323号線（フリードラント方面） | ズリーン州 | フセチーン郡 |
| 281    | クルホヴァー駅                                  | 2.1          | 2.1          | ●  |                                                                                                | ズリーン州 | フセチーン郡 |
| 281    | フラホヴェツ駅                                  | 1.2          | 3.3          | ●  |                                                                                                | ズリーン州 | フセチーン郡 |
| 281    | ザショヴァー駅                                  | 2.9          | 6.2          | ●  |                                                                                                | ズリーン州 | フセチーン郡 |
| 281    | ストルジーテジ・ナド・ベチヴォウ駅（休止中 *1） |              | (7.9)        | ｜ |                                                                                                | ズリーン州 | フセチーン郡 |
| 281    | ズブルジー駅                                    | 3.9          | 10.1         | ●  |                                                                                                | ズリーン州 | フセチーン郡 |
| 281    | ロジノフ・ポド・ラドホシチェム駅                | 3.0          | 13.1         | ■  |                                                                                                | ズリーン州 | フセチーン郡 |

(*1) 2019年末に休止。